# Alfredo Sisi
Alfredo Sisi (Livorno, 18 maggio 1924 – Livorno, 1º giugno 2013) è stato un dirigente sportivo e giocatore di baseball italiano.
Presidente del Baseball Livorno  dal 1948, anno della fondazione, fino al 2000 (salvo due brevi parentesi nel 1965 e nel 1984), dal dicembre 2008 il suo nome è stato inserito nella Hall Of Fame della Federazione Italiana Baseball Softball. Alla sua memoria è intitolato lo Stadio Comunale del Baseball, situato in via Sommati 11 (Banditella) Livorno.